# Caproni Ca.70
Caproni Ca.70 là một loại máy bay tiêm kích bay đêm và máy bay cường kích hai tầng cánh của Ý, chế tạo năm 1925.

## Quốc gia sử dụng
Ý
Regia Aeronautica

## Tính năng kỹ chiến thuật (Ca.70)
Đặc tính tổng quan
- Kíp lái: 2
- Chiều dài: 9,55 m (31 ft 4 in)
- Sải cánh: 15 m (49 ft 3 in)
- Chiều cao: 3,78 m (12 ft 5 in)
- Diện tích cánh: 55 m2 (590 foot vuông)
- Trọng lượng rỗng: 1.230 kg (2.712 lb)
- Trọng lượng có tải: 1.680 kg (3.704 lb)
- Động cơ:  × Bristol Jupiter , 313 kW (420 hp)

Hiệu suất bay
- Vận tốc cực đại: 205 km/h (127 mph; 111 kn)
- Thời gian bay: 2 h
- Vận tốc lên cao: 4,76 m/s (937 ft/min)
- Thời gian lên độ cao: 4,000 m (13 ft) trong 14 phút

Vũ khí trang bị

- Súng: * 2 × Súng máy Vickers 7,7 mm (.303 in)
- 1 x Súng máy Lewis 7,7 mm (.303 in)